# The Manges
The Manges sono un gruppo punk rock formatosi a La Spezia nel 1993. Il gruppo è composto da Andrea Caredda (voce e chitarra), Massimo Zannoni (basso), Mayo Maggiore (chitarra) e Manuel Cossu (batteria).

## Storia del gruppo

### Gli inizi
I Manges si formano nel 1993 con il nome di Anna and The Manges, la prima formazione comprendeva Anna (voce), Andrea Caredda (chitarra e cori), Massimo Zannoni (basso e cori) e Manuel Cossu (batteria). Già nel febbraio del 1994 Anna abbandona il gruppo che diventa un trio e in cui Andrea assume il ruolo di cantante, che da allora ricoprirà stabilmente. Da quel momento i componenti stabili del gruppo saranno Andrea Mange, Mass Mange e Manuel Mange, mentre il posto di secondo chitarrista verrà affidato, nel corso del tempo, a diversi musicisti.
Nell'estate del 1994 si unisce al gruppo Hervè Peroncini in qualità di primo chitarrista ma dopo un anno lascia il suo posto per formare i Peawees, i Manges tornano così a essere un trio fino all'arrivo di Massimo Arnaldi nel 1996. La Line-up resterà a stessa fino al settembre del 2000 quando Max si allontanerà dal gruppo e il suo posto verrà preso, all'inizio del 2001, da Matteo Cerchi.
In questo periodo incidono alcuni split-album, fra cui spicca quello del 2000 con i canadesi The McRackins, e nel 1999 autoproducono il live album Rocket To You! 93 - 99, pubblicato sotto etichetta KOB records.
Sempre nel 2000 gli Screeching Weasel inseriscono nel loro album Teen Punks in Heat la cover di I Will Always Do.

### Il debutto discografico
Nel 2001 i Manges riescono a incidere il loro debut album, l'olandese Stardumb Records stampa e distribuisce The Manges 'R' Good Enough in CD e LP. L'album viene poi ristampato nel 2012 dalla Surfin' Ki Records in sole quattrocento copie formato LP, stampate in tre colori differenti.
L'album evidenzia le maggiori fonti d'ispirazione che si possono identificare soprattutto nei Ramones e in generale alla cultura alternativa del punk newyorkese degli anni '70, e si segnala per le collaborazioni dei Manges con altri esponenti della cultura musicale punk,  l'album infatti viene prodotto da Tony Kowalski e Joe King appare come guest star.

### Go Down, Bad Juju, le collaborazioni internazionali
In seguito all'uscita di The Manges 'R' Good Enough l'attività dei Manges si intensifica grazie a una serie di collaborazioni internazionali. In particolare diviene stretto il rapporto fra il gruppo e i Queers che viene evidenziato nel 2003 dallo split-album, pubblicato dalla Stardumb, Acid Beaters, e vede impegnate entrambe le band, le quali intraprendono anche un tour negli Stati Uniti e Canada. In questo periodo inizia anche il rapporto con l'Ammonia Records che distribuisce in Italia lo split con i Queers e nel 2004 stampa una versione aggiornata del loro primo live album intitolandolo Rocket To You! 93 - 03, l'album verrà anche distribuito negli Stati Uniti tramite la 145 Records.
Nel 2005 avviene un nuovo cambiamento in seno al gruppo, Matteo si avvicenda con Riccardo "Richie" Motosi e con la nuova formazione i Manges incidono il loro secondo album, intitolato The Manges Go Down, pubblicato contemporaneamente nel 2006 dalla Wynona Records in Italia e dall Fast Music negli USA. L'album vede impegnato Phillip Hill (in quel periodo chitarrista dei Queers) come produttore artistico.
Il 2009 è l'anno di pubblicazione di Rocket to Hollywood, un live album contenente la registrazione di un concerto tenuto a Los Angeles nel 2007 durante una tournée con Queers e Methadones, mentre nel 2010 viene pubblicato il loro terzo lavoro sulla lunga distanza, Bad Juju viene stampato sia in formato LP dall'italiana Tre Accordi Records che in CD dall'olandese Monster Zero. L'album, pubblicato l'otto ottobre (data di nascita di Johnny Ramone), beneficia della produzione artistica di Joe Queer e contiene due brani scritti da Ben Weasel e Dan Vapid dei Riverdales.
Sempre del 2010 è il 7" split con gli australiani Hard-Ons, pubblicato dalla Surfin'Ki Records.
Nel 2011 Mayo Maggiore (ex membro dei Sottopressione e cantante dei La Crisi) sostituisce Richie alla chitarra. Dopo l'uscita di altri split su 7", la band pubblica il quarto album intitolato "All Is Well" nel 2014.
Nel 2015 lo split-album Acid Beaters, ormai fuori catalogo, viene ristampato dagli stessi Manges tramite la loro etichetta Striped Records.

## Formazione

### Formazione attuale
- Andrea Caredda - voce, chitarra, cori
- Massimo Zannoni - basso, cori
- Mayo Maggiore - chitarra
- Manuel Cossu - batteria

### Ex componenti
- Anna - voce (1993)
- Hervè Peroncini - chitarra, cori (1994-1995)
- Massimo Arnaldi - chitarra (1996-2000)
- Matteo Cerchi - chitarra, cori (2001-2005)
- Riccardo Motosi - chitarra (2005-2011)

## Discografia

### Singoli ed EP
- 2000 - Amp Records Battle Royale! Whit: The Manges VS McRackins (Amp Records)
- 2003 - Acid Beaters (Stardumb Records)
- 2010 - The Manges/The Hard-Ons 7" Split (Surfin'Ki Records)
- 2015 - Florida EP (Eccentric Pop Records)

### Album studio
- 2001 - The Manges 'R' Good Enough (Stardumb Records)
- 2006 - The Manges Go Down (Wynona Records)
- 2010 - Bad Juju (Monster Zero)
- 2014 - All Is Well (Monster Zero)
- 2020 - Punk rock addio
- 2022 - Book of Hate for Good People

### Live
- 2009 - Rocket to Hollywood

### Raccolte
- 1999 - Rocket to You! 93-99 (autoprodotto, KOB Records)
- 2004 - Rocket to You! 93-03 (Ammonia Records)